# Earl Mindell
Earl Mindell, född 20 januari 1940 i St. Boniface, Manitoba, Kanada, är en kanadensisk dietist och författare, för närvarande boende i Beverly Hills, Kalifornien. Han har bland annat skrivit boken "Vitaminbibeln" (Svenska) som är en bok om vitamin- och mineralterapi. Han startade och utvecklade företaget Great Earth med sina recepturer.